# Кальцій
Ка́льцій, також вапнець, ва́пень, ва́пник або вап (Ca) — хімічний елемент з атомним номером 20 та його проста речовина, що належить до лужноземельних металів, сріблясто-білий м'який метал, хімічно активний, легко окиснюється. Густина 1,55, температура плавлення 842 °C, температура кипіння 1491 °C. Твердість кальцію за Брінеллем 200–300 МПа.
Електронна конфігурація [Ar]4s2; група 2, період 4, s-блок.
Природний кальцій складається зі стабільних ізотопів з масовими числами 40 (найбільший вміст), 42, 43, 44, 46, 48. Науковцям вдалось отримати нестабільні ізотопи кальцію з масовими числами 57, 58, 59 та 60 (останні два у 2018 році).
Має єдиний ступінь окиснення +2. Комплекси утворює з оксигенними, частково хелатуючими лігандами та поліфосфатами. Кальційорганічні сполуки маловідомі.

## Походження назви
Назва елементу «кальцій» походить від лат. calx, calcis — вапно («м'який камінь»). Її запропонував англійський хімік Гемфрі Деві, який 1808 року виділив металевий кальцій електролізом. Деві змішував вологе гашене вапно з оксидом ртуті HgO на платиновій пластині, яка була анодом. Катодом служив платиновий дріт, занурений в рідку ртуть. В результаті електролізу виходила амальгама кальцію.
Звідси ж походить і стара українська назва елементу, «вапень».

## Поширення в природі
За поширеністю в природі кальцій посідає п'яте місце серед хімічних елементів (3,6 % маси земної кори). У зв'язку з високою хімічною активністю у вільному стані він не зустрічається. Найпоширенішими його сполуками є вапняк, крейда та мармур, які мають однаковий хімічний склад CaCO3, але різну кристалічну будову.
Кларк кальцію в кам'яних метеоритах 1,4 %, ультраосновних — 0,7 %, основних — 6,72 %, середніх — 4,65 %, кислих породах — 1,58 %.
Кальцій входить до складу багатьох мінералів (силікати, алюмосилікати, боросилікати, карбонати, сульфати, фосфати, ванадати, вольфрамати, молібдати, титанати, ніобати, флуориди, хлориди та інших). Складова частина вапняків, мармуру тощо. Ці мінерали часто утворюють цілі гірські масиви. У великих кількостях зустрічаються також апатити та фосфорити, основою яких є фосфат кальцію Са3(РО4)2. Досить поширеним є мінерал гіпс CaSO4 · 2Н2О.
Крім того, значні кількості сполук кальцію містяться в ґрунті та природних водах, а також входять до складу тваринних і рослинних організмів. Так, наприклад, мінеральна маса кісток і зубів тварин містить близько 80 % фосфату кальцію Са3(РО4)2, а шкаралупа яєць майже повністю складається з карбонату кальцію СаСО3.

## Фізичні властивості
У вільному стані кальцій — сріблясто-білий легкий метал. Густина його 1,55 г/см³. Температура плавлення 851 °C. Твердість кальцію невелика, він лише трохи твердіший за свинець та натрій. Пластичність досить висока: кальцій легко можна пресувати й розкатувати в тоненькі листочки.

## Хімічні властивості
Кальцій належить до другої групи (за застарілою класифікацією — головної підгрупи другої групи) періодичної системи Менделєєва. Його атоми на зовнішньому енергетичному рівні мають по два електрони. Ці електрони він легко втрачає і перетворюється на позитивно заряджені іони Са2+. У всіх своїх сполуках кальцій буває лише двовалентний. Кальцій належить до найактивніших металів і за своєю хімічною активністю поступається лише лужним металам.
При звичайній температурі кальцій легко взаємодіє з киснем і вологою повітря, тому його зберігають під шаром гасу, вазеліну або в герметично закритій посудині. При нагріванні він легко запалюється, утворюючи оксид кальцію:
{\displaystyle \mathrm {2Ca+O_{2}{\xrightarrow {300-450^{o}C}}2CaO} }
Кальцій легко взаємодіє також з водою, особливо при нагріванні, а з кислотами реагує дуже бурхливо:
{\displaystyle \mathrm {Ca+2H_{2}O\rightarrow Ca(OH)_{2}+H_{2}} }
{\displaystyle \mathrm {Ca+2HCl\rightarrow CaCl_{2}} +H_{2}}
З вологим бромом і хлором кальцій взаємодіє вже при звичайній температурі, а при нагріванні безпосередньо реагує з сіркою, азотом, графітом і іншими речовинами, а також відновлює майже всі метали з їхніх оксидів:
{\displaystyle \mathrm {Ca+Cl_{2}{\xrightarrow {200-250^{o}C}}CaCl_{2}} }
{\displaystyle \mathrm {Ca+S{\xrightarrow {150^{o}C}}CaS} }
{\displaystyle \mathrm {Ca+2C{\xrightarrow {550^{o}C}}CaC_{2}} }
{\displaystyle \mathrm {3Ca+N_{2}{\xrightarrow {200-450^{o}C}}Ca_{3}N_{2}} }

## Одержання
Металічний вапень добувають електролізом розплавленого хлориду кальцію при температурі 800–850 °C. Процес електролізу можна зобразити такими рівняннями:
```
                 CaCl
2

                  ↑↓
— Катод <-   Са
2+
 + 2Cl
-
   -> Анод +
 Са
2+
 + 2е = Са°          2Cl — 2е = 2Cl° = Cl
2
 ↑
```

## Застосування
Металічний кальцій застосовують головним чином у металургії для одержання деяких металів з їх оксидів, які важко відновлюються, наприклад ванадію, хрому та ін. шляхом кальцієтермії
{\displaystyle \mathrm {V_{2}O_{5}+5Ca\rightarrow 2V+5CaO} }
{\displaystyle \mathrm {Cr_{2}O_{3}+3Ca\rightarrow 2Cr+3CaO} }
Кальцій використовують також для розкиснення сталі та бронзи при їх виплавці, а також для виготовлення деяких сплавів. Так, сплав свинцю з невеликою добавкою кальцію служить для заливки підшипників залізничних вагонів. Крім того, кальцій застосовують для зневоднення деяких органічних рідин і інших цілей. Використовують у металургії для виготовлення сплавів і як відновник. Широко застосовують природні солі кальцію.

### Лікарські засоби
Сполуки кальцію широко застосовуються як антигістамінні засоби.
- Хлорид кальцію
- Глюконат кальцію
- Гліцерофосфат кальцію

Сполуки кальцію входять до складу препаратів для профілактики остеопорозу, у вітамінні комплекси, харчові добавки.

## Біологічна роль
Кальцій найрозповсюдженіший макроелемент в організмі людини, більша його частина міститься в скелеті й зубах у вигляді фосфатів. Іони кальцію беруть участь в процесах згортання крові, м'язових і нейронних реакціях, забезпечують осмотичний тиск крові. Потреба в кальцію залежить від віку. Для дорослих необхідна добова норма становить від 800 до 1000 міліграм, для дітей — від 600 до 900 міліграмів, що дуже важливо внаслідок інтенсивного росту скелета дитини.
Згідно з міжнародною номенклатурою Іони Ca2+ є IV фактором зсідання крові.
Зловживання кавою та алкоголем може призводити до дефіциту кальцію.[джерело?]
Кальцій належить до лужноземельних металів і має високу біохімічну активність. В організмі людини міститься близько 1,5 кг кальцію. Він є основним структурним елементом кісток і зубів, входить до складу нігтів, волосся, м'яких тканин, позаклітинної рідини та плазми крові. Кальцій є також важливим компонентом системи згортання крові, він підтримує правильне співвідношення солей в організмі людини.
До числа найважливіших функцій в живому організмі належить його участь в роботі різних ферментних систем, в тому числі забезпечують скорочення м'язів і передавання нервових імпульсів, що змінюють активність гормонів тощо. Кальцій також впливає на проникність тканин для калію і натрію, сприяє стабілізації мембран нервових клітин.
Джерелом кальцію є харчові продукти. З їжею доросла людина може отримати близько 10 г кальцію, вагітні жінки — до 15 г, матері-годувальниці — до 20 г. Кальцій надходить з їжею переважно у вигляді нерозчинних солей, які розчиняються в шлунку людини за допомогою шлункового соку, потім зазнають впливу жовчних кислот, переводять його в засвоювану форму.